# Archidiocèse d'Owando
Le diocèse d'Owando est une juridiction de l'Église catholique en République du Congo, érigée en décembre 1977 et élevé au rang d'archidiocèse métropolitain le 30 mai 2020.

## Histoire
Le vicariat apostolique de Fort-Rousset est établi le 21 décembre 1950 à partir de territoires du vicariat apostolique de Brazzaville. En 1955, il est élevé au rang de diocèse.
Le 3 décembre 1977, le diocèse de Fort-Rousset devient diocèse d'Owando. Il perd une partie de son territoire pour la création du diocèse de Ouesso en 1983 et pour la création du diocèse de Gamboma en 2013.
Le 30 mai 2020, le pape François élève le diocèse au rang d'archidiocèse, avec les diocèses d'Impfondo et de Ouesso pour suffragants.
Le siège du diocèse est la cathédrale Christ-Roi fondée le 15 mars 1946 par le père spiritain Raymond Defosse,.

## Ordinaires

### Vicaire apostolique de Fort-Rousset
- Émile Élie Verhille, C.S.Sp. † (21 juin 1951 - 14 septembre 1955), promu évêque

### Évêque de Fort-Rousset
- Émile Élie Verhille, C.S.Sp. † (14 septembre 1955 - 2 mars 1968)
  - Benoît Gassongo † (2 mars 1968 - 27 février 1970), administrateur apostolique

### Évêques d'Owando
- Georges-Firmin Singha † (23 mai 1972 - 1er septembre 1988), nommé évêque de Pointe-Noire
- Ernest Kombo, S.J. † (7 juillet 1990 - 22 octobre 2008)
- Victor Abagna Mossa (11 février 2011 - 30 mai 2020), promu archevêque

### Archevêques d'Owando
- Victor Abagna Mossa (30 mai 2020 - 20 août 2023)
  - Gélase Armel Kema (20 août 2023 - 6 janvier 2024), administrateur apostolique
- Gélase Armel Kema (depuis le 6 janvier 2024)

## Articles connexes

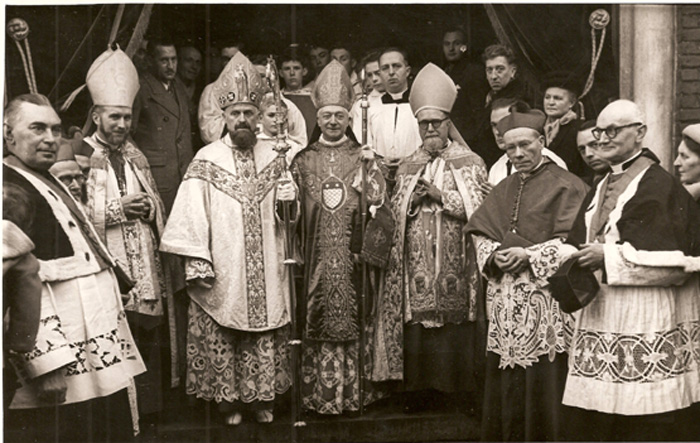
Consécration épiscopale de Mgr Emile Verhille (1903-1977), spiritain et 1er vicaire apostolique de Fort-Rousset (actuel Owando) en république du Congo. Devant l'église Saint-Jean-Baptiste de Tourcoing. On reconnaît, de gauche à droite : * Mgr Marcel Lefebvre, vicaire apostolique de Dakar, co-consécrateur, et ami d'enfance du nouvel évêque, * Mgr Verhille le nouvel élu, * le cardinal Achille Liénart, consécrateur, * Mgr Paul Biéchy, vicaire apostolique de Brazzaville, autre co-consécrateur, et Mgr Henri Dupont, auxiliaire du cardinal.

### Évêque auxiliaire
- Benoît Gassongo † (6 juillet 1965 - 17 avril 1981)